# Vitfinger
Vitfinger (Siphula ceratites) är en lavart som först beskrevs av Göran Wahlenberg, och fick sitt nu gällande namn av Elias Fries. Vitfinger ingår i släktet Siphula och familjen Icmadophilaceae.  Arten är reproducerande i Sverige. Inga underarter finns listade i Catalogue of Life.